# Kananga (biljni rod)
Kananga (lat. Cananga), rod korisnog drveća iz porodice Annonaceae. Postoji svega dvije priznate vrste koje su raširene od tropske Azije do sjeverne Australije.
Od vrste C. odorata (ilang-ilang) dobiva se eterično ulje koje djeluje antistresno, tonizirajuće, blago hipotenzivno i opuštajuće.

## Vrste
1. Cananga brandisiana (Pierre) Saff.
2. Cananga odorata (Lam.) Hook.f. & Thomson